# 行為
行為（こうい）とは、人が意志（意思）に基づいてすること。また、行動すること。

## 哲学上の行為
日常用語はともかくとして、哲学では人の行為と行動とは厳しく区別しなければならない。たとえば同一の走行という行動を、逃走と追跡というふたつの行為に区別するのはその行動者の自覚的な内的意図による（今道友信）。

## 法律上の行為

### 刑法学上の行為 （行為論）
刑法学において、行為は犯罪評価の基底となる重要な要素である。行為をどのように定義するかについては、古典派、近代学派双方に諸説ある。講学上も実定法（35条
、36条、37条、39条、41条、54条1項など）でも犯罪概念の根本となる。刑法における行為は少なくとも外界に表れた「身体的動静」でなければならず、犯罪が行為であるなら内心の意思のみでは犯罪を構成するとしてはならない。また、過失犯、不作為犯を刑法が処罰する以上、行為論はこれらを網羅する必要がある。そのため、さまざまな議論がなされてきた。行為論には構成要件的行為論と一般的に行為そのものを問題とする裸の行為論がある。

#### 行為とは
日本の刑法学上の用語としては、行為は「人の意思に基づく身体の動静」と定義するのが伝統的通説である。周囲の事物の因果の流れに変動を及ぼす行為（例えば、刑法では、放置しておけばそのまま生存し続けていたはずの被害者を、その頚部を圧迫して窒息死させること）を作為（さくい）といい、自らの意思に基づき敢えて周囲の事物の因果の流れに変動を及ぼさない行為（例えば、足を滑らせて川に転落した被害者を、敢えて救助せずにそのまま放置すること）を不作為という。行為がなければ犯罪は成立しないという意味において、刑法学ではともに行為である。また、刑法以外の法律用語においてはある一定の法律行為や事実行為のことを「○○行為」と形容することがある。以下でいくつか取り上げる。刑法学において、「行為」は2つの意味を有する。一方は、いわゆる「狭義の行為」（独；Handlung）であり、それによって生じた作用・結果を捨象した概念であり、他方の「広義の行為」（「所為」とも。独；Tat）は、狭義の行為による作用・結果を含む概念である。犯罪として評価されるのは広義の行為であって、狭義の行為はその構成要素に過ぎないことに注意を要する。以下、狭義の行為について説明する。

#### 実行行為
基本的構成要件に該当する行為を実行行為という。かつては、形式的客観的見地から実行行為にあたるかを確定することが重要視されていたが、共謀共同正犯、間接正犯、原因において自由な行為、未遂犯における危険概念など、新しい理論が登場したため、犯罪論における実行行為概念はそれに応じて変容しつつある。
実行行為の概念については、形式的客観説と実質的客観説の対立があるが、実質的客観説が有力であり、これによれば
「犯罪実現の現実的危険性を有する行為」
「構成要件的結果発生の現実的危険性を有する行為」
「法益侵害の現実的危険性を有する行為」などといわれる。
この3つの表現の違いは用語の違いにすぎず、意味するところはほぼ同じといえる。
正犯に関する有力学説である制限的正犯概念-形式的客観説（規範的正犯概念）によると、「実行行為を自ら（自らの手で）行う者」を正犯という。

##### 実行行為の危険性の有無
実行行為は「危険性」を有するものでなければならず、危険性の有無によって実行行為か不能犯かが区別される。危険性の有無の判断基準については、一般通常人の判断によって判断するという危険説が有力である。（例えば、手近にあったピストルを撃ったが、実は水鉄砲であったという場合）
特に「行為時において、一般人の認識し得た事情と、行為者の認識していた事情を基礎として、（一般通常人の判断によって）判断する」という具体的危険説が有力である。

##### 実行行為の開始時期（着手の有無）
危険性が「現実的」か否かによって、実行行為の有無（着手の有無）が決せられる。
例えば、店で包丁を購入しただけでは危険は現実的とはいえず、実行行為（実行の着手）はみとめられないため殺人罪とはなりえず、予備行為として殺人予備罪が成立しうるにとどまる。
殺人罪では、一般に「包丁を持って襲いかかったとき」「ピストルの引き金を引いたとき」に実行の着手があるとされる。
窃盗罪では、原則として「物色行為」があるときに実行の着手があるとされる。

##### 実行行為の終了時期
中止犯における着手中止では、実行行為終了前に中止があったことが必要である。また、共同正犯や従犯では、原則として実行行為に加功することが要件とされる。また、ある種の犯罪では実行行為が終了することではじめて既遂罪となる。そこで、実行行為の終了時期が問題となる。
これについては、「行為者の意図と行為の外形的形態（結果の重大性）とを総合的に判断して決する」という折衷説が多数説といえる。

##### 実行行為に関する諸問題
実行行為に関しては、不作為犯（不真正不作為犯）、間接正犯、原因において自由な行為、心神耗弱を利用する行為が問題となる。

##### 実行行為の数
例えば、甲が乙を狙ってピストルを1発撃ったところ、乙と丙に当たり乙が負傷し丙が死亡したとき、判例及び有力説は丙に対する実行行為と乙に対する実行行為が成立するとする。（この場合、錯誤論・故意の数も問題となる）
上の事例で乙に当たらず丙にだけ当たり丙が死亡したとき、判例は丙に対する実行行為だけが成立するとするが、有力説は丙に対する実行行為と乙に対する実行行為が成立するとする。
（実行行為とは事実ではなく法的評価であって、ピストルを撃つという1つの事実に対して、法的評価をした結果が実行行為であり、1つの事実に複数の法的評価が成立しうることに問題はないとする説が有力である。（ただし、故意の数の場合はこの点が議論されることが多いが、実行行為の数の場合は刑法学としては議論されないことが多い））

##### 立証について
公判において検察官は被告人の実行行為、その結果ないし危険の発生（法益侵害）、行為と結果との因果関係、行為者の主観面（故意過失や目的など）をそれぞれ立証しなければならない。
被疑者（被告人）が犯罪事実を自白した場合、補強証拠がなければ、裁判所は自白のみで有罪に問えない（補強法則、日本国憲法第38条3項、刑事訴訟法第319条第2項）。
補強を必要とする範囲については、判例の考え方によると、補強法則は自白のみだと架空の犯罪による処罰という誤判の虞れがあるからこれを防ぐ趣旨であるので、自白内容の真実性の担保として、（誰かの）実行行為、法益侵害、因果関係の証拠があればよいという。

### 民法学上の行為
- 法律行為
意思表示をその要素とする、表示された意思内容を実現する法的効果と結びつけられたものをいう。
単独行為、契約及び合同行為があるとされる。
  - 単独行為
民法の法律用語。単独で成立する法律行為のこと。形成権の行使など。
- 事実行為

- 処分行為と管理行為
  - 処分行為
財産について、単なる管理の域を超えて権利を売却して法律的に変動させたり、その目的物の現状や性質を変更する行為。
    - 未成年者の法律行為（民法5条）
    - 条件の成否未定の間における権利の処分等（民法129条）
    - 短期賃貸借（民法602条）

  - 管理行為
保存行為及び財産の性質を変えない範囲での利用又は改良を目的とする行為（民法103条）
法律行為のことも、事実行為のこともある。
    - 保存行為
管理行為のひとつで、財産の現状を維持する行為のこと。
家屋の修繕、腐敗しやすい物の売却、期限の来た債務の弁済、消滅時効の中断、未登記不動産の登記等がある。
    - 利用行為
物を変更しない範囲で収益を図る行為
    - 改良行為
使用価値･交換価値の増加を図る行為

### 行政法上の行為
行政主体のおこなう行為を行政行為という。

#### 作為・不作為
- 作為：積極的な動作。
- 代替的作為
- 不作為：やるべき行為を行わないこと。
行政不服審査法における定義
行政庁が法令に基づく申請に対し、相当の期間内になんらかの処分その他公権力の行使に当たる行為をすべきにかかわらず、これをしないことをいう。

### 訴訟上の行為
当事者が訴訟上の効果を取得するためにおこなう行為を訴訟行為という。